# 마키무라 도시사다

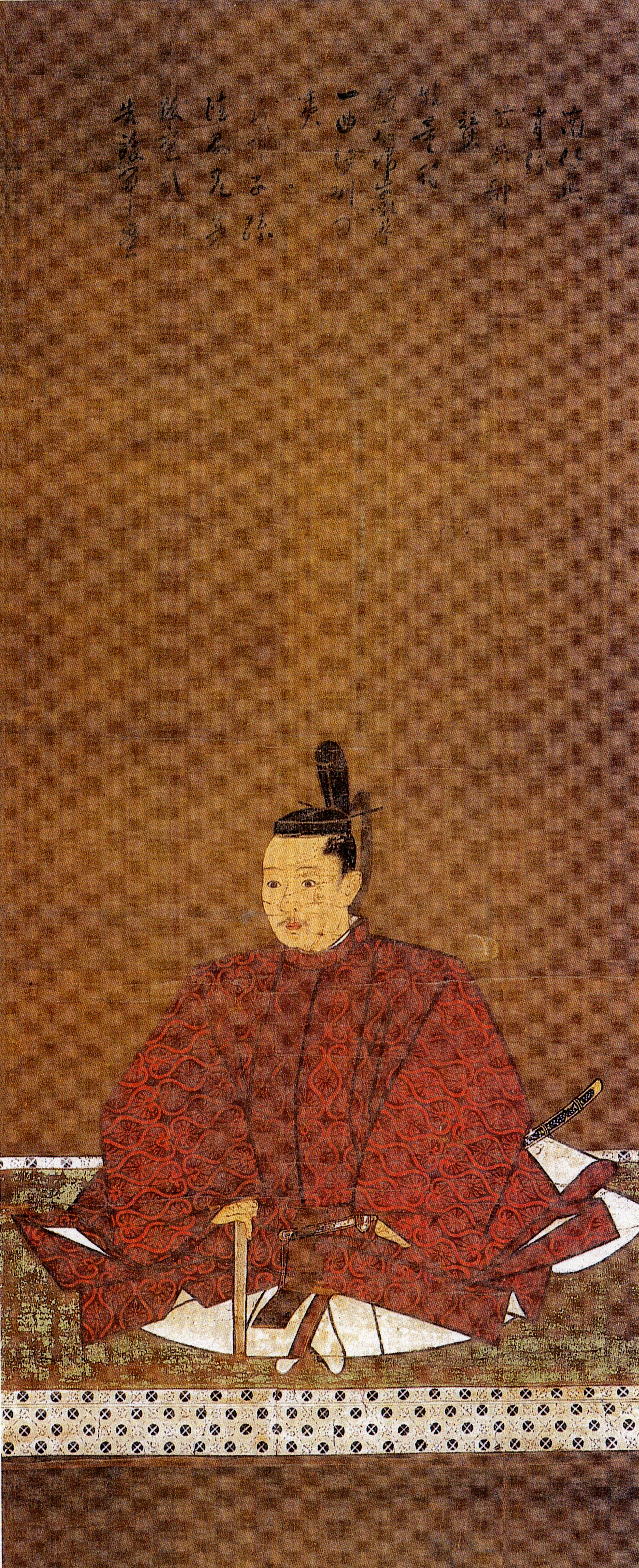
마키무라 도시사다(묘신지 잣케인 소장(妙心寺雑華院蔵))

마키무라 도시사다(일본어: 牧村利貞 まきむら としさだ[*], 덴분 15년(1546년) ~ 분로쿠 2년 음력 7월 10일(1593년 8월 6일))는 센고쿠 시대부터 아즈치모모야마 시대에 걸쳐 활약한 무장이자 다이묘이다. 다른 이름으로 마사지(政治), 마사요시(政吉), 다카토라(高虎), 히데미쓰(秀光)로 부른다. 센노 리큐의 7제자 중 한 명(리큐 7철)으로 다도인으로 명성이 높다. 아버지는 이나바 시게미치이며, 어머니는 요시다 쇼추(吉田浄忠)의 딸이다. 자식으로는 딸 오나아(후일 소신니), 아들 우시노스케가 있다. 그 중 오나아는 에도 막부에서 권세를 쥔 가스가노 쓰보네를 보좌해 3대 쇼군 도쿠가와 이에미쓰를 섬겼다. 통칭은 조베에(長兵衛), 효부 다이스케(兵部大輔). 고니우노스케(子に牛之助), 오나(고노소신니).  관위는 효부다유(兵部大輔).

## 생애
덴분 15년(1546년) 이나바 시게미치의 아들로 태어난다. 조부는 센고쿠 시대 무명을 떨친 이나바 잇테쓰이다. 외조부 마키무라 마사토모의 뒤를 이어 이세 이와데성주가 된다.
오다 노부나가 사후, 하시바 히데요시를 섬겨 그의 우마마와리가 되었고, 덴쇼 12년(1584년) 다카야마 우콘의 권유로 천주교로 개종한다. 고마키·나가쿠테 전투, 시코쿠 정벌, 규슈 정벌에 참전했으며, 덴쇼 18년(1590년) 일련의 전공에 따라 이세국 내 2만여석을 받았다.
분로쿠 원년(1592년) 임진왜란에 참전하여 조선에 머물렀다. 다음해인 분로쿠 2년(1593년) 음력 7월 10일 향년 48세로 병사 또는 전사한다. 적자 우시노스케는 유아였기 때문에 가독은 동생 미치토가 계승하였다.

## 참고 문헌
- 가네코 타쿠「마키무라 도시사다(히데미쓰·마사키치)」「기리시탄 다이묘 포교·정책·신앙의 실상」미야오비 출판사, 2017년, 494-503쪽.ISBN 978-4801600188  (金子拓「牧村利貞（秀光・政吉）」『キリシタン大名 布教・政策・信仰の実相』宮帯出版社、2017年、494‐503頁。)